# Bleeding Through (album)
Bleeding Through è il sesto album dell'omonimo gruppo, pubblicato nel 2010 dalla Rise Records.

## Tracce
1. A Resurrection – 1:54
2. Anti-Hero – 3:09
3. Your Abandonment – 3:30
4. Fifteen Minutes – 3:48
5. Salvation Never Found – 4:49
6. Breathing in the Wrath – 4:29
7. This Time Nothing Is Sacred – 3:16
8. Divide the Armies – 4:50
9. Drag Me to the Ocean – 3:51
10. Light My Eyes – 2:42
11. Slow Your Roll – 3:22
12. Distortion, Devotion – 5:54

## Formazione
- Brandan Schieppati - voce
- Brian Leppke - chitarra
- Dave Nassie - chitarra
- Derek Youngsma - batteria
- Ryan Wombacher - basso, voce
- Marta Peterson - tastiera